# Гемпшир (округ, Массачусетс)
Шаблон:StateAbbr_ 42°19′20″ пн. ш. 72°37′15″ зх. д. / 42.322254° пн. ш. 72.620728° зх. д.
Округ Гемпшир  (англ. Hampshire County) — округ (графство) у штаті Массачусетс, США. Ідентифікатор округу 25015.

## Демографія
За даними перепису
2000 року
загальне населення округу становило 152251 осіб, зокрема міського населення було 110123, а сільського — 42128.
Серед мешканців округу чоловіків було 70995, а жінок — 81256. В окрузі було 55991 домогосподарство, 33819 родин, які мешкали в 58644 будинках.
Середній розмір родини становив 2,96.
Віковий розподіл населення поданий у таблиці:
| Стать    | До 15 років | 15-21 | 22-29 | 30-39 | 40-49 | 50-65 | 65-85 | Понад 85 |
| -------- | ----------- | ----- | ----- | ----- | ----- | ----- | ----- | -------- |
| Чоловіки | 12212       | 11733 | 8047  | 9645  | 11266 | 10740 | 6681  | 671      |
| Жінки    | 11997       | 15510 | 8243  | 10866 | 12434 | 11231 | 9162  | 1813     |

## Суміжні округи
- Франклін — північ
- Вустер — схід
- Гемпден — південь
- Беркшир — захід

## Виноски
1. ↑  U.S. Decennial Census. United States Census Bureau. Архів оригіналу за 12 травня 2015. Процитовано 16 вересня 2014.
2. ↑  Historical Census Browser. University of Virginia Library. Архів оригіналу за 11 серпня 2012. Процитовано 16 вересня 2014.
3. ↑  Population of Counties by Decennial Census: 1900 to 1990. United States Census Bureau. Архів оригіналу за 28 квітня 2015. Процитовано 16 вересня 2014.
4. ↑  Census 2000 PHC-T-4. Ranking Tables for Counties: 1990 and 2000 (PDF). United States Census Bureau. Архів оригіналу (PDF) за 18 грудня 2014. Процитовано 16 вересня 2014.
5. ↑  State & County QuickFacts. United States Census Bureau. Архів оригіналу за 11 липня 2011. Процитовано 26 серпня 2013.(англ.) Наведено за англійською вікіпедією.
6. ↑  American FactFinder. Бюро перепису населення США. Архів оригіналу за 21 травня 2008. Процитовано 31 січня 2008.

| США | Це незавершена стаття з географії США. Ви можете допомогти проєкту, виправивши або дописавши її. |